# Cantó de Campels
El cantó de Campels és un cantó francès del departament del Puèi Domat, situat al districte de Suire. Té 17 municipis i el cap és Campels.

## Municipis
- Chadeleuf
- Champeix
- Chidrac
- Clémensat
- Courgoul
- Creste
- Grandeyrolles
- Ludesse
- Montaigut-le-Blanc
- Neschers
- Saint-Cirgues-sur-Couze
- Saint-Floret
- Saint-Nectaire
- Saint-Vincent
- Saurier
- Tourzel-Ronzières
- Verrières

## Història
| Data d'elecció                           | Identitat       | Partit    | Qualitat |
| ---------------------------------------- | --------------- | --------- | -------- |
| 1961-1976                                | Alfred Amouroux | Centrista |          |
| 1976-1983                                | Paul Amouroux   | UDF       |          |
| 1983-1998                                | Guy Chauvet     | UDF       |          |
| 1998-                                    | Luc Tixier      | PS        |          |
| les dades anteriors no són pas conegudes |                 |           |          |
|                                          |                 |           |          |

## Demografia
| 1962  | 1968  | 1975  | 1982  | 1990  | 1999  | 2007  |
| ----- | ----- | ----- | ----- | ----- | ----- | ----- |
| 4.973 | 5.492 | 5.092 | 5.138 | 5.335 | 5.575 | 6.581 |